# David (1979)
David is een West-Duitse dramafilm uit 1979 onder regie van Peter Lilienthal. Hij won met deze film de Gouden Beer op het filmfestival van Berlijn.

## Verhaal
Een Joodse jongeman wordt weggestuurd van zijn onderduikadres in Berlijn en wordt gedwongen om op straat leven. Hij wil met zijn familie naar Palestina vluchten.

## Rolverdeling
| Acteur                | Personage        |
| --------------------- | ---------------- |
| Mario Fischel         | David Singer     |
| Walter Taub           | Rabbi Singer     |
| Irena Vrkljan         | Mevrouw Singer   |
| Eva Mattes            | Toni             |
| Dominique Horwitz     | Leo Singer       |
| Torsten Henties       | David (als kind) |
| Gustav Rudolf Sellner | Dr. Grell        |